# Kentucky Bird

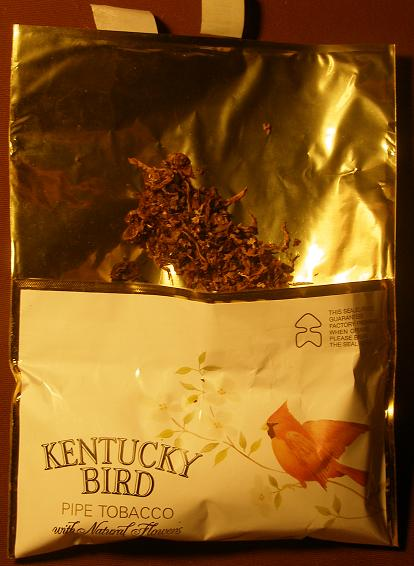
Paquet de tabac à pipe Kentucky Bird.

Le Kentucky Bird est un tabac à pipe aromatique parfumé aux fleurs.
Il est fabriqué au Danemark et se trouve en France dans toute bonne piperie.
Il est composé à 80 % de tabac (Virginie, Burley et Kentucky) et à 20 % d'agents de texture et de saveur.